# Construction automobile

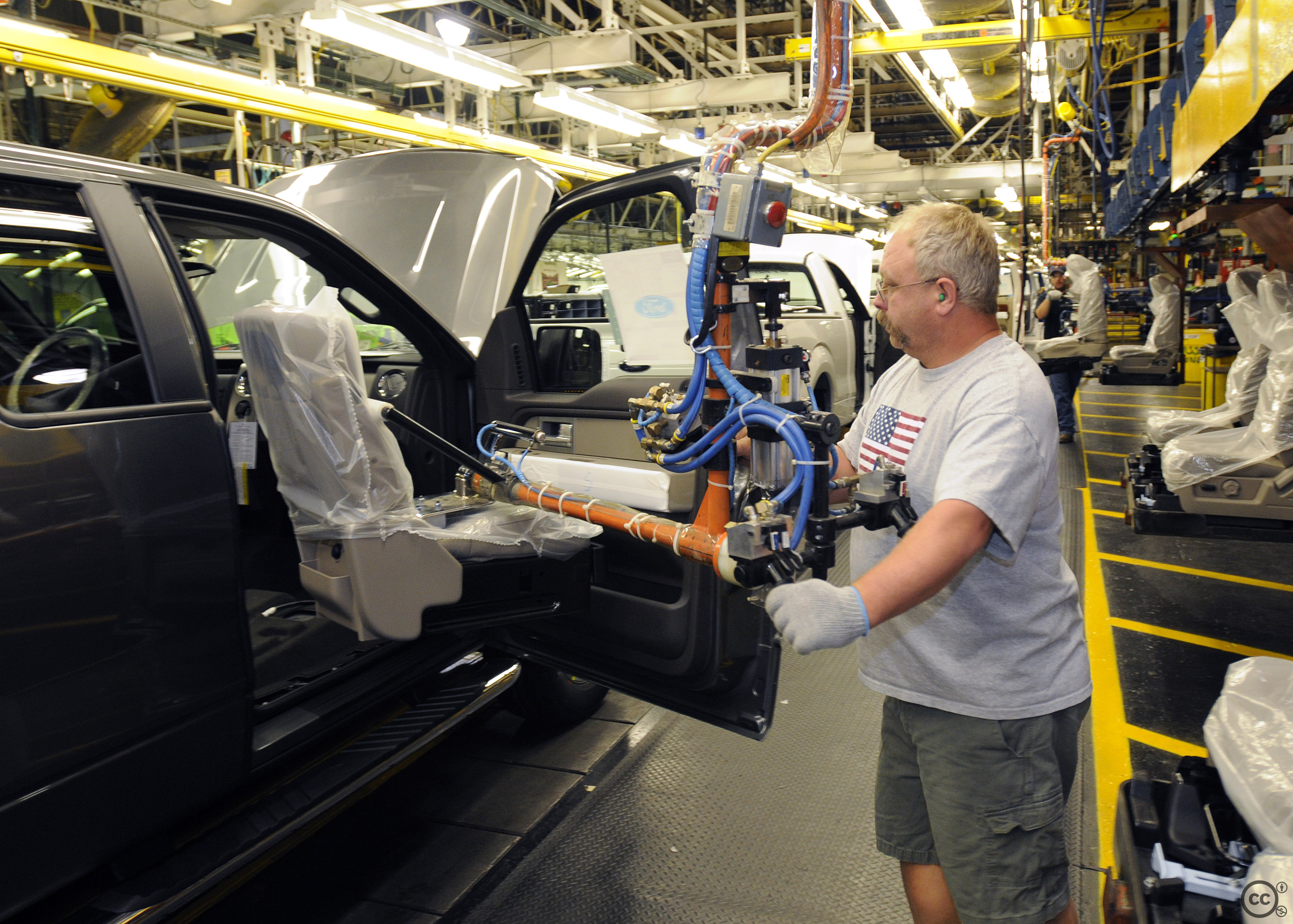
Une chaîne d'assemblage

La construction automobile ou industrie automobile est la branche d'activité économique qui rassemble les activités de conception, de fabrication et de commercialisation des véhicules de tourisme, utilitaires légers et poids-lourds.

## Histoire
L'histoire de la construction automobile est liée à celle de la consommation de masse : au début du XXe siècle, le modèle fordiste devient l'archétype de l'économie moderne : division du travail (avec la parcellisation des tâches, ou « organisation scientifique du travail » développée par Taylor, qui conduit à l'émergence de la figure de l'ouvrier spécialisé, OS), standardisation et hausse du pouvoir d'achat des ouvriers afin qu'ils puissent consommer et ainsi alimenter la demande.
Dans les années 1970, un modèle concurrent, le toyotisme, émerge au Japon, caractérisé en particulier par une gestion en flux tendus.
Alors qu'émerge un nouveau modèle économique (post-fordisme, post-industrialisation, société de l'information, etc.), le secteur de l'automobile continue à jouer un rôle déterminant dans l'économie mondiale, avec notamment une importance accrue de l'Asie (Japon et Chine en particulier) et des « nouveaux pays industrialisés » (NPI).

## Répartition géographique
L'activité économique de construction automobile se découpe en deux blocs :
- un marché qui couvre le monde entier ;
- une zone de production qui se limite elle pour l'essentiel à l'Amérique (Aléna 21 %, dont les États-Unis qui représentent près de 15 % de la production mondiale en 2007[2]), l'Asie (plus de 40 % de la production mondiale, en hausse de près de 70 % depuis 1997[2]) et l'Europe occidentale (23 % de la production mondiale, soit plus que l'Aléna, dont près de la moitié est assurée par l'Allemagne et la France[2]). À part la Chine, dont la production a augmenté de plus de 460 % de 1997 à 2007, pour représenter en 2007 12,1 % de la production mondiale de véhicules[2], les zones géographiques dont la production a fortement augmenté durant cette décennie sont d'abord l'ex-Europe de l'Est (+175 %[2]) ; l'ex-URSS (+80,5 %) ; l'Asie (+68,8 %) et enfin l'Amérique latine (+39,7 %[2]). La production en Europe de l'Ouest a quant à elle augmenté de seulement 4,6 % durant cette même période, tout en représentant encore près d'un quart de la production mondiale[2] ; tandis que la production dans l'Aléna a baissé de 1,9 %, la production aux États-Unis baissant de 11,1 % et représentant 14,7 % de la production mondiale (tandis que celle de l'Allemagne et de la France réunies 12,5 %[2]).

| Zone géographique  | Production de véhicules en 2007 (en milliers) | Évolution par rapport à 1997 (en %) | Part dans la production mondiale (en %) |
| ------------------ | --------------------------------------------- | ----------------------------------- | --------------------------------------- |
| Monde              | 73 152,6                                      | +37,7                               | 100                                     |
| Asie               | 29 631,3                                      | +68,8                               | 40,5                                    |
| dont Japon         | 11 596,3                                      | +5,7                                | 15,8                                    |
| dont Chine         | 8 882,4                                       | +462,3                              | 12,1                                    |
| Europe occidentale | 16 921,1                                      | +4,6                                | 23                                      |
| dont Allemagne     | 6 213,4                                       | +23,7                               | 8,4                                     |
| dont France        | 3 015,8                                       | +16,9                               | 4,1                                     |
| Aléna              | 15 454,2                                      | -1,9                                | 21                                      |
| dont États-Unis    | 10 780,7                                      | -11,1                               | 14,7                                    |
| Amérique latine    | 3 515,4                                       | + 39,7                              | 4,8                                     |
| Ex-Europe de l'Est | 3 063,3                                       | + 175                               | 4,2                                     |
| Ex-URSS            | 1 254,4                                       | +80,5                               | 3                                       |

La répartition de ce marché suit celle de l'ensemble des biens de consommation[réf. nécessaire], les pays à niveau de vie élevé représentant des marchés plus importants que ceux des pays à faible niveau de vie.
L'évolution de la répartition de la production suit quant à elle celle de l'industrie manufacturière des biens d'équipements et des biens de consommation avec des délocalisations de centres de production des pays occidentaux vers l'Asie, en particulier la Chine et l'Inde[réf. nécessaire].
| Zone géographique  | Production de véhicules en 2009 (en milliers) | Évolution par rapport à 2000 (en %) | Part dans la production mondiale (en %) |
| ------------------ | --------------------------------------------- | ----------------------------------- | --------------------------------------- |
| Monde              | 60 987,0                                      | +4,6                                | 100                                     |
| Asie               | 31 055,7                                      | +73,2                               | 50,9                                    |
| dont Chine         | 13 791,0                                      | +566,5                              | 22,6                                    |
| dont Japon         | 7 934,5                                       | -21,7                               | 13,0                                    |
| Europe occidentale | 12 237,5                                      | -28,6                               | 20,1                                    |
| dont Allemagne     | 5 209,9                                       | -5,7                                | 8,5                                     |
| dont France        | 2 049,8                                       | -38,8                               | 3,4                                     |
| Aléna              | 8 758,8                                       | -50,5                               | 14,4                                    |
| dont États-Unis    | 5 711,8                                       | -55,4                               | 9,4                                     |
| Amérique latine    | 3 798,6                                       | + 82,9                              | 6,2                                     |
| Ex-Europe de l'Est | 3 006,9                                       | + 11,3                              | 4,9                                     |
| Ex-URSS            | 876,9                                         | -30,4                               | 1,4                                     |

La production mondiale 2009 s'est établie à 61 714 689 véhicules produits, soit un recul de 1,5 % par rapport à 2008, et ce, malgré l'explosion de la production chinoise (+ 48,3 %, forte en valeur mais encore faible en volume).

## Les acteurs

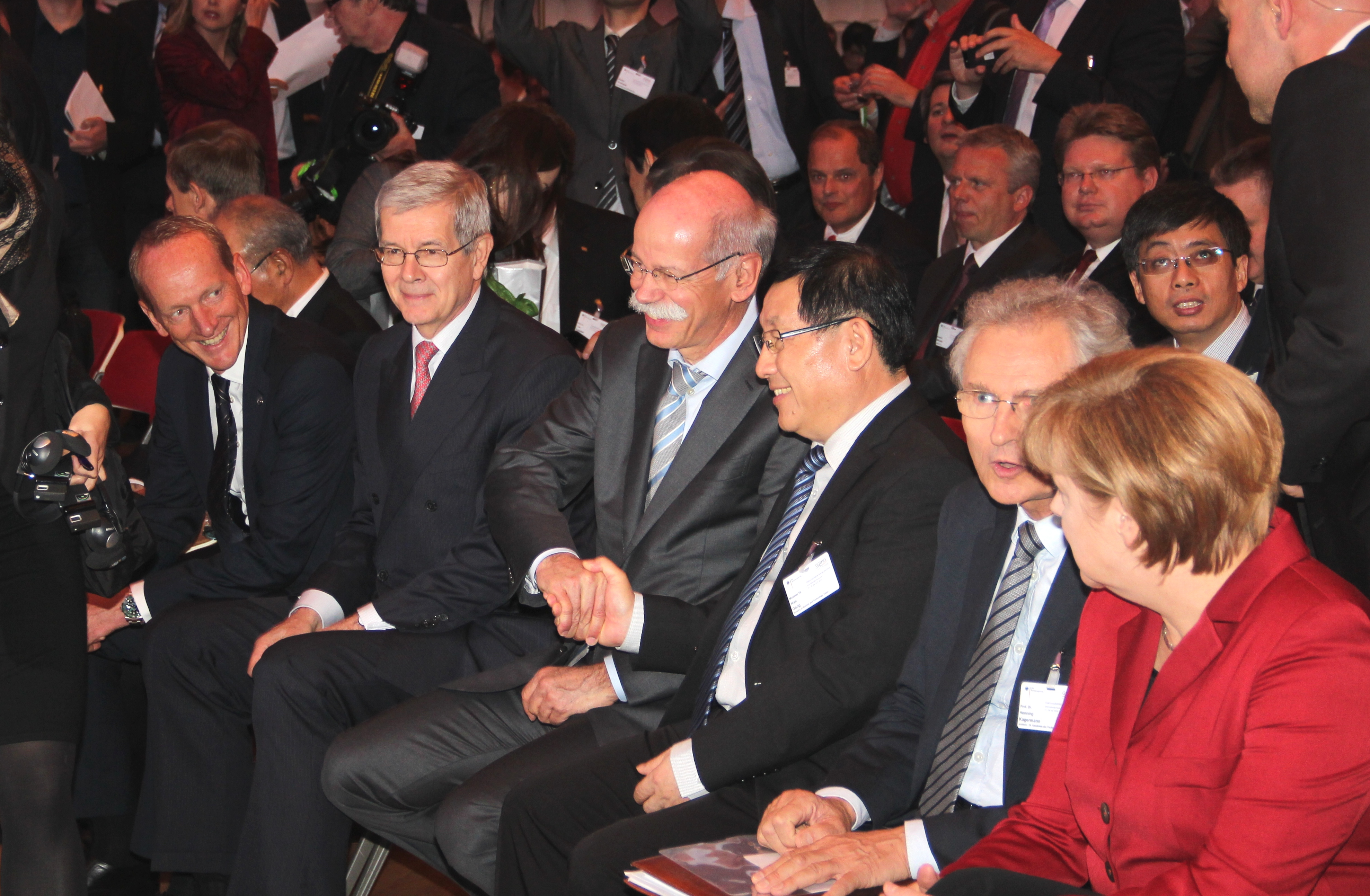
PDG de grandes entreprises automobiles avec la chancelière allemande Angela Merkel à la 2013 à Berlin. De gauche à droite : Neumann (Opel), Varin (ex-PSA), Zetsche (Daimler), Wan Gang (Chine)

Les marchés mondiaux sont dominés par un petit nombre de constructeurs appartenant à la Triade (États-Unis, UE, Japon). La première firme multinationale, General Motors (GM), a été la plus grosse capitalisation boursière du monde pendant des années, et demeure aujourd'hui la 9e entreprise mondiale. Les cinq premiers constructeurs (Toyota, General Motors, Volkswagen, Ford, qui est la 13e entreprise mondiale, et Hyundai) représentent 48 % de la production mondiale ; et les 10 premiers (dont Fiat, Renault et Peugeot) représentent à eux seuls 70 % de la production.
Malgré cette position dominante des dix premiers constructeurs, ceux-ci sont nombreux, plusieurs pays émergents (le Japon depuis longtemps, mais aussi la Corée du Sud) tentant de construire des champions nationaux (le groupe Tata en Inde, qui s'internationalise progressivement et a racheté en 2008 Jaguar et Land Rover à Ford). En matière d'automobile hybride, le Japon est premier, avec la Toyota Prius (essence et électricité) depuis 1997, et la Honda Insight, depuis 1999. Les États-Unis sont, sur le sujet, loin derrière, GM s'apprêtant à sortir, pour 2010, la Chevrolet Volt, fonctionnant à l'aide de batteries rechargeables achetées à LG, en Corée du Sud. La Chine, qui a comme ministre des Sciences et de la Technologie Wan Gang, un ancien ingénieur d'Audi ayant travaillé par ailleurs sur les véhicules électriques, compte aussi augmenter largement ses capacités à l'avenir. Le département de l'Énergie américain a quant à lui mis 25 milliards de dollars dans un programme visant à soutenir les véhicules électriques.
Dans le classement Fortune Global 500 de 2017 des plus grandes entreprises mondiales selon leur chiffre d'affaires, Toyota arrive 6e, Volkswagen 7e et Daimler 16e. L’alliance Renault-Nissan, de même taille n'y apparait pas car comptée comme deux groupes différents de sociétés.
Le graphique qui aurait dû être présenté ici ne peut pas être affiché car il utilise l'ancienne extension Graph, désactivée pour des questions de sécurité. Des indications pour créer un nouveau graphique avec la nouvelle extension Chart sont disponibles ici.

Toutes ces sociétés regroupent un vaste nombre de marques d'automobiles. Il existe aussi de nombreux constructeurs plus petits, en particulier dans les pays émergents. Voir la Liste des constructeurs automobiles. 
| Classement | Groupe                               | Pays                | Véhicules             |
| ---------- | ------------------------------------ | ------------------- | --------------------- |
| 1          | Toyota                               | Japon               | 10,213,486            |
| 2          | Volkswagen AG                        | Allemagne           | 10,126,281            |
| 3          | Hyundai / Kia                        | Corée du Sud        | 7,889,538             |
| 4          | General Motors (avec SAIC-GM-Wuling) | États-Unis          | 7,793,066 (9,937,434) |
| 5          | Ford                                 | États-Unis          | 6,429,485             |
| 6          | Nissan                               | Japon               | 5,556,241             |
| 7          | Honda                                | Japon               | 4,999,266             |
| 8          | Fiat Chrysler                        | Italie / États-Unis | 4,681,457             |
| 9          | Groupe Renault                       | France              | 3,373,278             |
| 10         | Groupe PSA                           | France              | 3,152,787             |
| 11         | Suzuki                               | Japon               | 2,945,295             |
| 12         | SAIC                                 | Chine               | 2,566,793             |
| 13         | Daimler                              | Allemagne           | 2,526,450             |
| 14         | BMW                                  | Allemagne           | 2,359,756             |
| 15         | Changan                              | Chine               | 1,715,871             |
| 16         | Mazda                                | Japon               | 1,586,013             |
| 17         | BAIC                                 | Chine               | 1,391,643             |
| 18         | Dongfeng Motor                       | Chine               | 1,315,490             |
| 19         | Geely                                | Chine               | 1,266,456             |
| 20         | Great Wall                           | Chine               | 1,094,360             |

### Aux États-Unis
Aux États-Unis, le secteur est dominé par les Big Three (General Motors, Ford et Chrysler, non classé dans les 500 premières entreprises mondiales), bien que toutes soient en crise. Ainsi, entre 1990 et 2007, la production nationale aux États-Unis a baissé de 26 %, pour tomber à 3,9 millions de voitures.

### Au Japon
Les chiffres 2009 et prévisions 2010 pour les constructeurs japonais sont (sources constructeurs) :
* chiffres en milliards de yens (conversion en dollars : 1 $ = 100 ¥)

### En Chine
Les dix premiers constructeurs automobiles chinois ont tous fabriqué entre 300 000 et 720 000 véhicules en 2009. On y trouve d'abord des coentreprises entre d'une part des sociétés d'État chinoises, telles que SAIC (Shanghaï Automotive Industry Corporation), FAW (First Automobile Works) établi à Changchun, BAIC (Beijing Automotive Industry Corporation), Dongfeng située plus à l'ouest dans le Hubei, Changan installé à Chongqing dans le Sichuan, ou GAC (Guangzhou Automobile Cie), et d'autre part les constructeurs automobiles des économies développées. Ainsi, Volkswagen détient des coentreprises avec SAIC (Shanghai Volkswagen Automobile Co. Ltd) et FAW (FAW-Volkswagen Automotive Company) qui se classent respectivement aux premier et troisième rangs des producteurs chinois d'automobiles et permettent à l'allemand d'être numéro 1 sur le marché chinois.
On trouve également :
- General Motors en partenariat avec SAIC (Shanghai General Motors Co.) ;
- Hyundaï en partenariat avec BAIC (Beijing Hyundai Motor) ;
- PSA Peugeot Citroën en partenariat avec Dongfeng (DPCA) et avec Changan (CAPSA) ;
- Toyota avec FAW (Sichuan FAW Toyota Motor) ;
- Nissan avec Dongfeng (Dongfeng Motor Company Limited) ;
- Honda avec GAC (Guangqi Honda Automobile Co. Ltd)[9].

Parallèlement, des constructeurs privés 100 % chinois émergent, tels que Chery (6e producteur chinois en 2009), Great Wall, BYD (7e) et Geely (10e) qui a racheté en mars 2010 la marque suédoise Volvo Automobile. Cette émergence s'est faite malgré les autorités politiques qui voulaient favoriser la concentration du secteur autour des grands groupes publics (la Chine comptait dans les années 1990 autour de 120 constructeurs). Cette émergence a surpris tous les intervenants du secteur, y compris les politiques, note Crystal Chang (Berkeley)
Dans les véhicules utilitaires, on retrouve les constructeurs chinois FAW ou Dongfeng mais aussi Changan, Foton, JAC, Hafei, Brilliance ou Great Wall Motors.
L'État chinois a autorisé l'implantation des constructeurs étranger en Chine en 1981 mais avec des restrictions : les constructeurs étrangers devaient créer des coentreprises avec des entreprises locales, ne pas détenir plus de 50 % de la coentreprise et ne pouvait constituer plus de deux coentreprises. Ceci explique la structure actuelle des implantations étrangères en Chine dans le secteur automobile : aucun constructeur n'est pleinement propriétaire de ses activités chinoises.
L'activité automobile de la Chine est concentrée sur la côte à l'est du pays, dans des villes telles que Pékin, Shanghai ou Guangzhou. Pour des raisons stratégiques, l'État chinois a cependant développé des activités plus à l'intérieur des terres, comme à Wuhan (Dongfeng) ou à Chongqing (Changan).

### En France
Les groupes automobiles français tendent à délocaliser leur production. Entre 2007 et 2018, les effectifs en France de Renault et de PSA ont baissé respectivement de plus de 10 000 salariés (soit environ - 20 %) et de 43 000 salariés (soit environ - 40 %), malgré une augmentation des ventes et du chiffre d'affaires. Les groupes français ont également décidé de délocaliser en 2020 la production de leurs derniers véhicules à moteur thermique du segment B encore assemblés sur le territoire français, soit 13 % de la production française. Autrefois largement excédentaire, le secteur de l’automobile a été déficitaire dans ses échanges extérieurs de plus de 12 milliards d’euros en 2018.

### Familles d'acteurs
Les acteurs sont répartis en cinq grandes familles selon leur cœur de métier[Selon qui ?] :
- les ensembliers ou constructeurs, qui construisent les véhicules par assemblage des pièces détachées fournies par les équipementiers ;
- les équipementiers, qui fabriquent les pièces nécessaires aux véhicules telles que les châssis, les moteurs, les carrosseries, les sièges, les équipements électriques, les pneumatiques ;
- les designers, qui dessinent les nouveaux modèles ;
- les organismes de législation et de contrôle, qui définissent les pratiques autorisées et les pratiques interdites, par exemple en matière de sécurité routière et de gestion des véhicules usagés.
- Les concessionnaires automobiles, soit les revendeurs eux-mêmes.

## Marchés, consommation

### Taux de motorisation
Vers 2005, le taux de motorisation (nombre de véhicules pour 1000 habitants) était de :
- 824 pour 1 000 aux États-Unis[5] ;
- 593 pour 1 000 dans l'Union européenne[5] ;
- 127 au Brésil[5] ;
- 28 en Chine[5] ;
- 13 en Inde[5].

En Amérique du Sud, le marché brésilien est le plus dynamique, et traditionnellement dominé par Fiat, Volkswagen, General Motors et Ford.
En Asie, le marché indien demeure faible, en proportion de la population, représentant environ la moitié de celui de l'Espagne. Il demeure toutefois en forte augmentation.

## Les activités
Les activités de la construction automobile suivent les principes courants d'une activité de production industrielle de biens de consommation et d'équipements : la conception, la fabrication et la commercialisation.

### La conception
La conception est assurée par des bureaux d'études des ensembliers pour ce qui concerne le véhicule dans son ensemble et des équipementiers pour les équipements. Par exemple, l'ensemblier va dessiner la silhouette du véhicule mais le dessin des portes sera réalisé par un fabricant de portes de voitures.
À ce stade de la production, les études sont tenues secrètes. Les premiers résultats sont présentés au public et à la profession tout entière sous forme d'une maquette dite Concept Car, souvent à l'occasion de salons ou autres opérations de communication.

### La fabrication en grande série

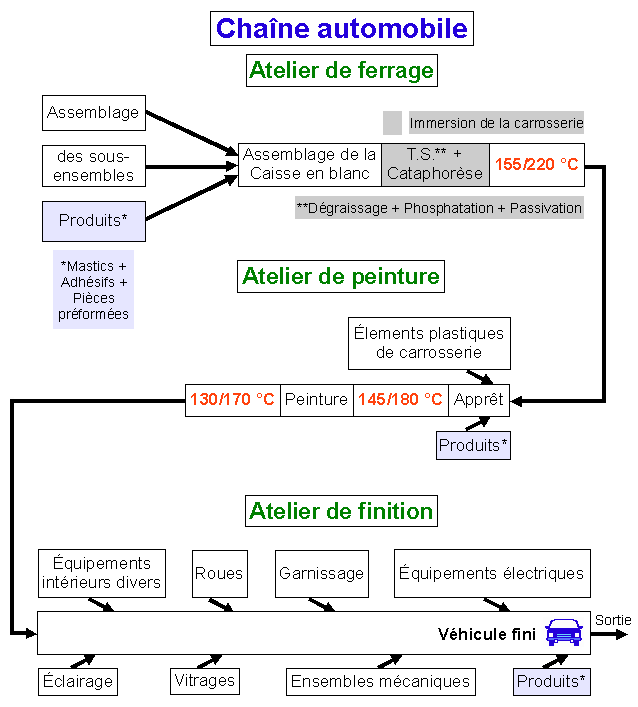
Chaîne automobile : les trois stades de la fabrication

La fabrication des véhicules en grande série est réalisée sur des chaînes de production installées dans des usines. La plupart des sites de production s'étendent sur plusieurs hectares et rassemblent plusieurs centaines d'ouvriers.
Ce type d'assemblage, réalisé dans son pays d'origine, est dénommé "Complete Built-up Unit" (CBU), immédiatement commercialisable et exportable, en opposition au CKD ("Complete Knock Down") et SKD ("Semi Knock Down").

#### Complete Knock Down
Un Complete Knock Down (CKD) est un « lot » contenant l'ensemble des pièces détachées nécessaires à l'assemblage d'un véhicule. Ce lot peut être complété sur place par des pièces produites localement, que l'on nomme « intégration locale ».
Cette méthode est utilisée par les constructeurs automobiles pour assembler certains de leurs véhicules à l'étranger, dans le but de les commercialiser sur place, en utilisant les droits de douane plus faibles et la main d'œuvre meilleur marché. Cela peut varier de quelques milliers de véhicules à de grosses dizaines d'automobiles par an.

#### Semi Knocked Down
À la différence des véhicules montés en CKD, soit par l'assemblage sur place de pièces importées, le principe du Semi Knocked Down (SKD) repose sur une intégration locale encore moins poussée (gros ensembles de tôle en particulier). Ainsi, les lots comportent moins de pièces que dans le CKD, et l'assembleur a moins d'opérations à effectuer.

### La fabrication en petite série
Certains véhicules sont produits en quantité limitée. Les automobiles de compétition, les automobiles de grand luxe, les véhicules aménagés par des usages spécifiques en sont des exemples.
La fabrication des véhicules à produire en petite série est réalisée pour tout ou partie dans des ateliers spécialisés sans recours au principe du travail à la chaîne.

### La commercialisation

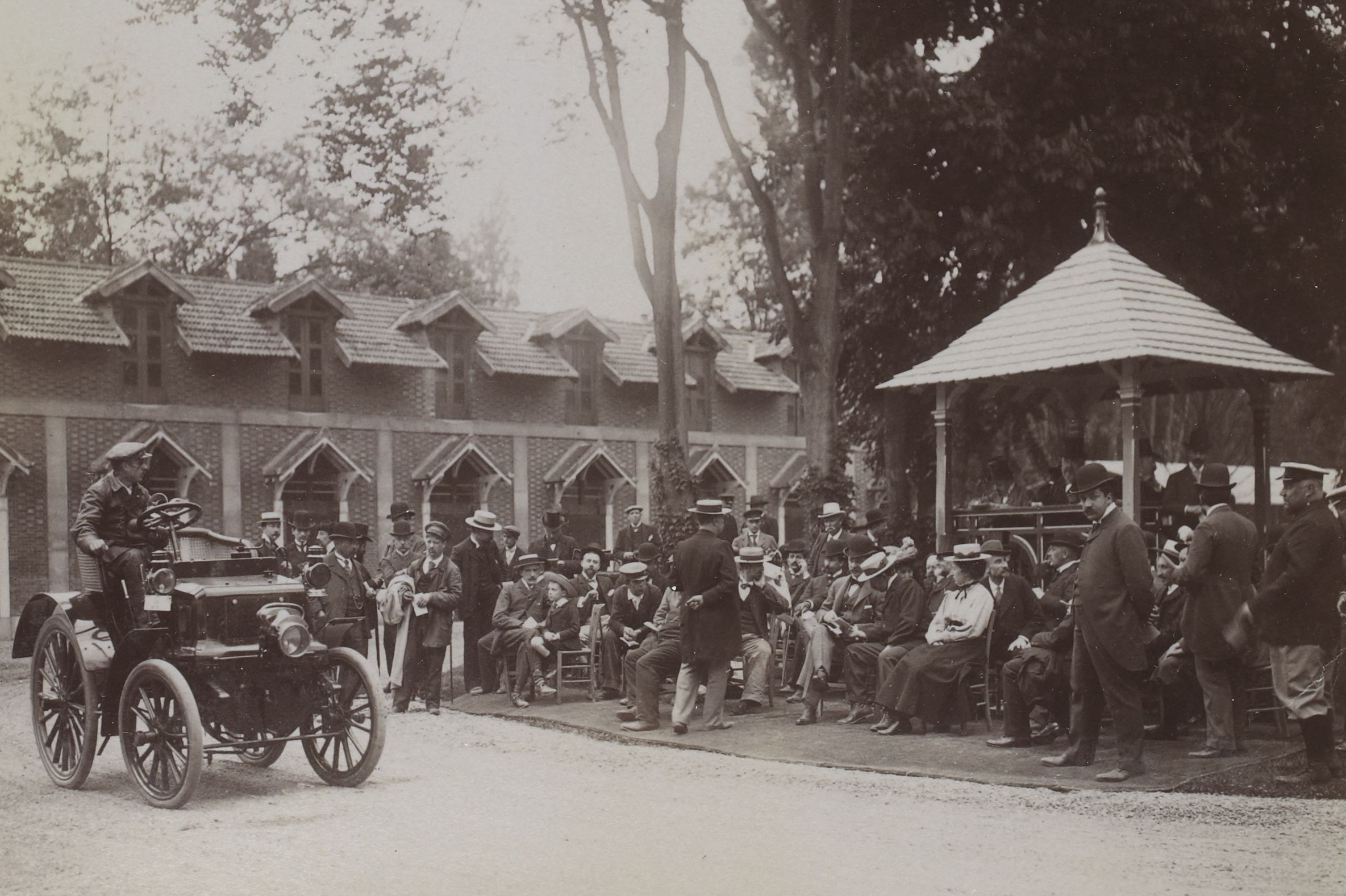
Une vente d'automobiles à l'établissement de Neuilly St James, le 28 mai 1901.

La vente des voitures pour particulier est pour l'essentiel réalisée par des sociétés commerciales spécialisées dans ce type d'activité. Elle est appuyée par de puissantes actions de promotion telles la participation à des compétitions internationales, le parrainage et les campagnes de publicité.
Les principaux arguments de vente généralement avancés pour séduire le consommateur sont le prix, la consommation, la sécurité, le confort et le luxe.

## Rôle socio-économique
La construction automobile joue un rôle socio-économique fort sur le plan international dans la société depuis le XXe siècle. Les biens qu'elle produit sont devenus indispensables pour le transport des personnes et le transport des marchandises. Les personnes se déplacent de plus en plus et souhaitent le faire dans des conditions de confort et de sécurité de plus en plus grandes. La route reste également un moyen puissant d'échanges de marchandises.
Pour produire les volumes attendus par le marché, les acteurs doivent faire appel d'une part à de gros moyens de production et, d'autre part, à une vaste population d'employés et d'entreprises de services sous-traitantes.

## Impact environnemental
Selon la législation européenne, les constructeurs automobiles sont censés faire baisser leurs émissions de CO2 sous le seuil moyen des 95g/km. La législation est pourtant bien loin d’être respectée : les émissions moyennes ont encore augmenté en 2018.